# Virectaria angustifolia
Virectaria angustifolia är en måreväxtart som först beskrevs av William Philip Hiern, och fick sitt nu gällande namn av Cornelis Eliza Bertus Bremekamp. Virectaria angustifolia ingår i släktet Virectaria och familjen måreväxter.

## Underarter
Arten delas in i följande underarter:
- V. a. angustifolia
- V. a. schlechteri